# Lacanobia praedita
Lacanobia praedita is een vlinder uit de familie uilen (Noctuidae). De wetenschappelijke naam is voor het eerst geldig gepubliceerd in 1813 door Hübner.
De soort komt voor in Europa.